# 1875 ve fotografii

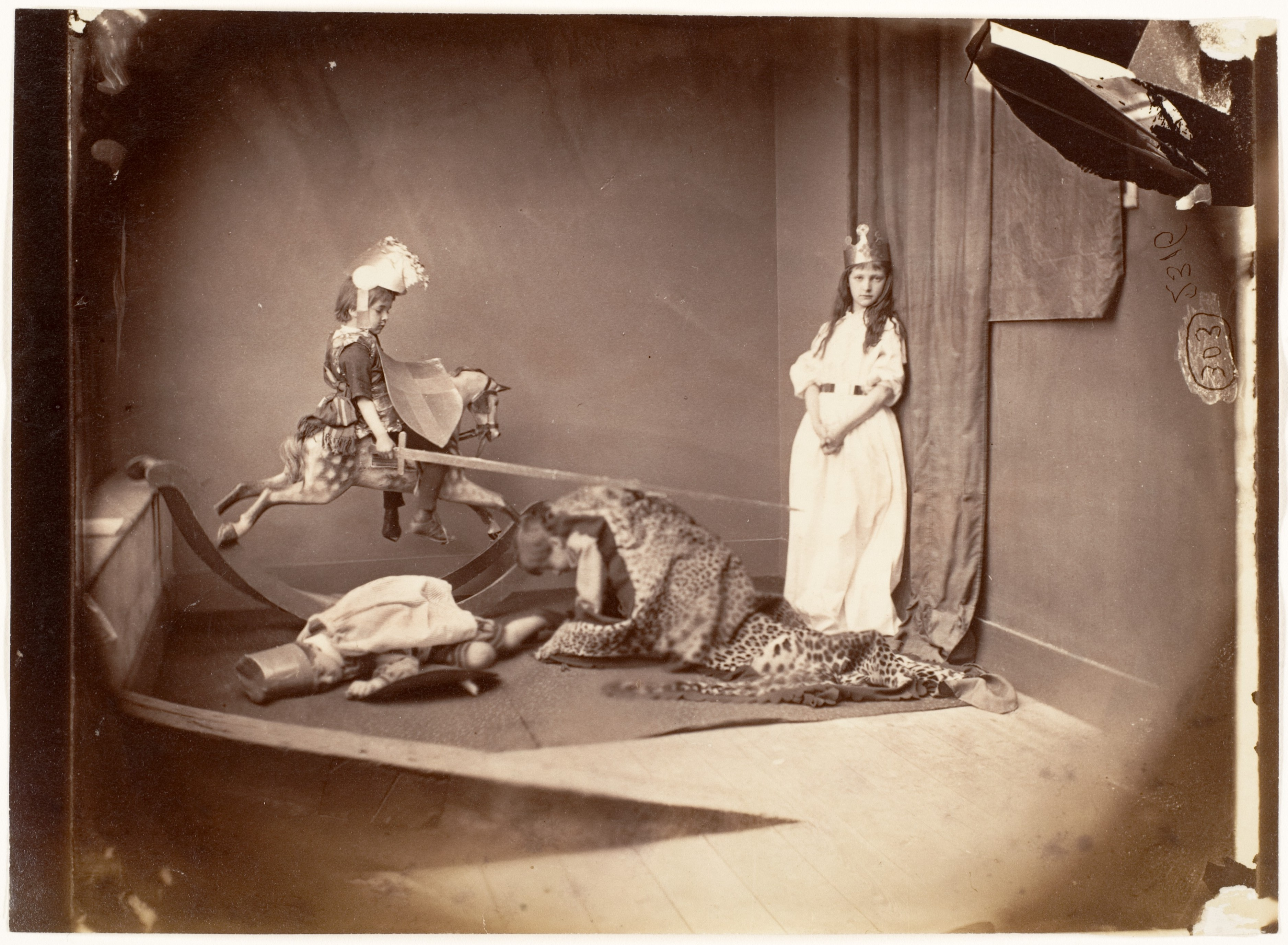
Lewis Carroll: Svatý Jiří a drak, 26. června 1875

Tento článek obsahuje významné fotografické události v roce 1875.

## Události
- Na podnět Pierra Janssena byla založena observatoř v Meudonu u Paříže, ze které se systematicky fotografovalo Slunce.
- Julia Margaret Cameronová pořídila fotografii So like a shatter'd column lay the King'; the Passing of Arthur.[1]

## Narození v roce 1875
- 7. ledna – Karel Novák, český fotograf a pedagog († 11. srpna 1950)
- 8. února – Samuel Gottscho, americký fotograf († 28. ledna 1971)
- 11. března – Adriaan Boer, nizozemský fotograf († 24. dubna 1940)
- 1. června – Stepan Dmochovskyj, ukrajinský lékař, veřejný činitel a fotograf († 23. prosince 1959)
- 13. června – Antonín Wildt (fotograf), český fotograf († po roce 1920)
- 21. června – Nelly Thüringová, švédská fotografka a politička (sociální demokratka), jedna z prvních pěti žen zvolených do švédského parlamentu v roce 1921 († 2. ledna 1972)
- 25. června – Bohumil Vavroušek, český fotograf lidové architektury († 6. října 1939)
- 28. června – Hermann Christian Neupert, norský fotograf († New York – 6. ledna 1941)
- 2. července – Selmer Malvin Norland, norský fotograf († 27. prosince 1931)
- 3. července – Karel Anderle, český fotograf († 9. února 1918)
- 27. července – Lena Connellová, anglická portrétní fotografka a sufražetka († 4. března 1949)
- 29. července – Barbara Baarsen Bostrømová, norská portrétní fotografka, provozovala ateliéry na několika místech v zemi († 1. srpna 1943)
- 8. srpna – Emilie Jensenová, norská fotografka působící v Risøru a Kristianii († ?)
- 26. srpna – Ingeborg Motzfeldt Løchen, norská fotografka († 6. února 1946)
- 3. září – Astri Aasenová, norská malířka a fotografka, vytvořila sérii malovaných portrétů účastníků prvního sámského shromáždění v roce 1917 († 10. října 1935)
- 7. září – Richard N. Speaight, anglický portrétní fotograf († 8. března 1938)
- 8. září – George Bourne, novozélandský fotograf († 10. března 1924)
- 22. října – Harriet Chalmers Adamsová, americká průzkumnice, spisovatelka a fotografka († 17. července 1937)
- 25. listopadu – Adelaide Hanscomová Leesonová, americká umělkyně a fotografka († 19. listopadu 1931)
- 17. prosince – Bayard Woottenová, americká fotografka, první žena, která v roce 1914 pořídila fotografii z letadla († 6. dubna 1959)
- ? – Vani Burda, albánský fotograf († 1949)
- ? – Bahaettin Rahmi Bediz, turecký fotograf († 1951)
- ? – Caroline Haskins Gurrey, americká fotografka, která pracovala na Havaji na počátku 20. století († 1927)
- ? – Rita Martinová, anglická portrétní fotografka († 1958)
- ? – Melitón Rodríguez, kolumbijský fotograf z Medellínu, spojován s rozvojem fotografie v Kolumbii na konci 19. a počátku 20. století (31. srpna 1875 – 28. února 1942)

## Úmrtí v roce 1875
- 10. ledna – Anton Melbye, dánský malíř a fotograf (* 13. února 1818)
- 18. ledna – Oscar Gustave Rejlander, švédský fotograf (* 1813)
- 13. února – Bruno Braquehais, francouzský fotograf (* 28. ledna 1823)
- 17. února – Kuiči Učida, japonský fotograf, první dvorní fotograf císaře Meidži a královny Šóken (* 1844)
- 19. března – Thomas Sutton, anglický fotograf, spisovatel a vynálezce (* 22. září 1819)
- 26. dubna – Edmond Bacot, francouzský fotograf (* 25. července 1814)
- 7. června – Augustus Washington, afroamerický fotograf a daguerrotypista, který později emigroval do Libérie (* 1820/1821)
- 15. září – Guillaume Duchenne de Boulogne, francouzský neurolog a fotograf (* 17. září 1806)
- 12. prosince – Félix-Jacques Moulin, francouzský fotograf (* 27. března 1802)
- 25. prosince – Pierre-Ambroise Richebourg, francouzský fotograf (* 28. listopadu 1810)
- ? – Emilio Garreaud, francouzský fotograf, který působil v Peru a Chile (* 23. července 1834 – 8. prosince 1875)